# Segunda Guerra Margrave
A Segunda Guerra Margrave (em alemão: Zweiter Markgrafenkrieg) foi um conflito no Sacro Império Romano-Germânico, entre 1552 e 1555. Instigada por Alberto Alcibíades (Margrave de Brandemburgo-Kulmbach e Brandemburgo-Bayreuth), a guerra envolveu inúmeras invasões, pilhagens e destruição de várias cidades e castelos do império, especialmente na Francônia. Outras cidades em outras áreas também foram afetados, como a Mogúncia, Worms, Oppenheim, Metz, Verdun, Francoforte e Espira.
- 19 de junho de 1552 - Nuremberga se rende a Alberto Alcibíades; captura de Forchheim, e Bamberga
- 9 de julho de 1553 - Batalha de Sievershausen; Maurício da Saxônia e Henrique V de Brunsvique-Luneburgo derrotam Alberto Alcibíades; Maurício é morto na batalha e Henrique perde seus dois filhos
- 1553 - A cidade de Hof é sitiada com sucesso pelos adversários do Margrave Alberto Alcibíades.
- 26 de novembro de 1553 - Captura e destruição de Kulmbach, residência de Alberto, pelas tropas de Brunsvique-Luneburgo, Boêmia, Bamberga, Nuremberga, Wurtzburgi e outras áreas do Império. Cerco do Castelo Plassenburg.
- Junho de 1554 - Alberto é derrotado na Batalha de Schwarzach.
- Julho de 1554 - O Castelo Plassenburg é entregue às forças de oposição.